# Zielone Brygady
Zielone Brygady – niekomercyjne, pozarządowe wydawnictwo ekologiczne działające w ramach Fundacji Wspierania Inicjatyw Ekologicznych. Wydawnictwo istniało od 1989 do 2008 roku, kiedy to zawiesiło działalność.
Instytucja wydawała m.in.: 
- czasopismo (przejściowo dwutygodnik, później miesięcznik) Zielone Brygady. Pismo Ekologów, które w latach 90. pełniło istotną rolę (integracyjną, wymiany informacji oraz światopoglądów) w polskim ruchu społecznym obrońców środowiska i praw zwierząt;
- książki i broszury.

W poprzednich latach wydawnictwo publikowało też w językach obcych, głównie periodyki. 
Obok tematów proekologicznych i animalistycznych poruszane są sprawy związane z alternatywną ekonomią, prawami człowieka i obywatela, a także dotyczące mniejszości etnicznych.
Ostatni numer miesięcznika Zielone Brygady. Pismo Ekologów ukazał się w grudniu 2007 roku. Większość publikacji Zielonych Brygad jest dostępna na portalu zb.eco.pl.